# Vuelo 102 de National Airlines
El vuelo 102 de National Airlines (N8102/NCR102) fue un vuelo de carga operado por National Airlines entre el Campamento Shorabak (anteriormente Campamento Bastion), cerca de la ciudad de Lashkargah en Afganistán, y el Aeropuerto Internacional de Dubái-Al Maktoum en Dubái, con una parada de reabastecimiento en la Base Aérea de Bagram, Afganistán. El 29 de abril de 2013, el Boeing 747-400 que operaba el vuelo se estrelló dentro del perímetro de la Base Aérea de Bagram, momentos después del despegue, causando la muerte de las siete personas a bordo.
La investigación posterior concluyó que la carga mal sujeta se desprendió durante el despegue y rodó hacia la parte trasera de la bodega, impactando contra el mamparo de presión trasero e inutilizando los sistemas de control de vuelo traseros. Esto provocó que la aeronave se atascara en una actitud de cabeceo incontrolable, induciendo una entrada en pérdida e imposibilitando la recuperación de los pilotos.

## Aeronave

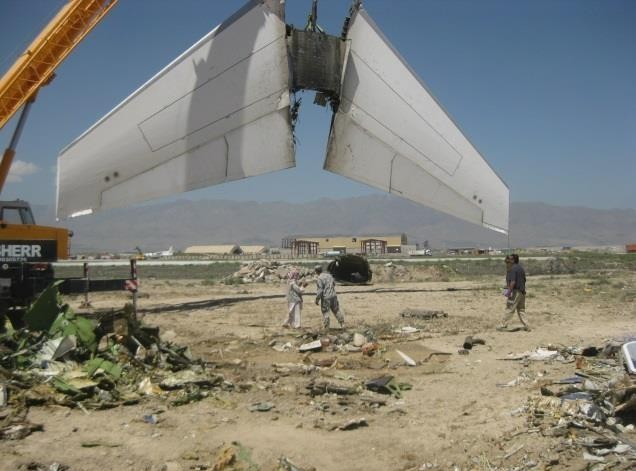
Restos del estabilizador horizontal del vuelo 102 de National Airlines

El avión involucrado fue un Boeing 747-428BCF,matrícula N949CA, número de serie 25630, nombrado Lori.Fue fabricado en 1993 como avión combinado y entregado a Air France y operado como avión de pasajeros hasta 2007, antes de ser modificado para servicio como carguero con Air France Cargo y vendido a National Airlines en 2010.En el momento del accidente, la aeronave volaba en nombre del Comando de Movilidad Aérea de la Fuerza Aérea de los Estados Unidos.

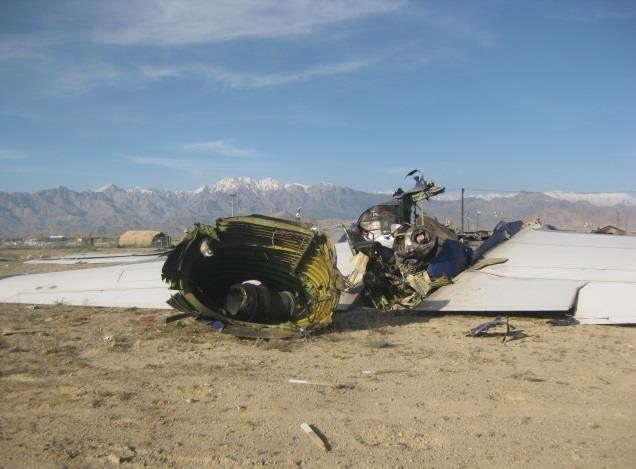
Otra vista de los restos

### Tripulación
El capitán era Brad Hasler, de 34 años, que trabajaba para la aerolínea desde 2004. Tenía 6000 horas de vuelo, incluidas 440 horas en el Boeing 747.El primer oficial fue Jamie Lee Brokaw, de 33 años, que trabajaba para la aerolínea desde 2009 y tenía 1100 horas de vuelo, 209 de ellas en el Boeing 747.La tripulación de relevo estaba formada por el capitán Jeremy Lipka, de 37 años, y el primer oficial Rinku Summan, de 32 años.El jefe de carga era Michael Sheets, de 36 años, que trabajaba para la aerolínea desde 2010.Los dos mecánicos eran Gary Stockdale y Timothy «Tim» Garrett, ambos de 51 años.

## Accidente
En el momento del accidente, la aerolínea llevaba un mes operando entre Camp Bastion y Dubái.El vuelo 102 se había originado en Camp Bastion, donde había sido cargado con cinco vehículos blindados pesados, y se había detenido en la Base Aérea de Bagram para reabastecerse de combustible.El avión despegó de la pista 03 de Bagram a las 15:30 hora local y estaba ascendiendo 1200 pies (370 m) cuando su morro se elevó bruscamente. Según una información no confirmada, fue escuchado un miembro de la tripulación por la banda de radio VHF reportando que parte de la carga de cinco vehículos militares pesados de la cabina de carga se habían soltado; el avión entonces entró en pérdida, se inclinó hacia la derecha y se niveló justo antes del impacto contra el suelo; todo el avión explotó en una gran bola de fuego, que casi dañó los vehículos cercanos.El lugar del accidente se encontraba al final de la pista 03, dentro del perímetro de la base aérea. La tripulación de siete personas, compuesta por cuatro pilotos, dos mecánicos y un supervisor de carga,todos ciudadanos estadounidenses,falleció en el accidente. Nadie en tierra resultó herido.

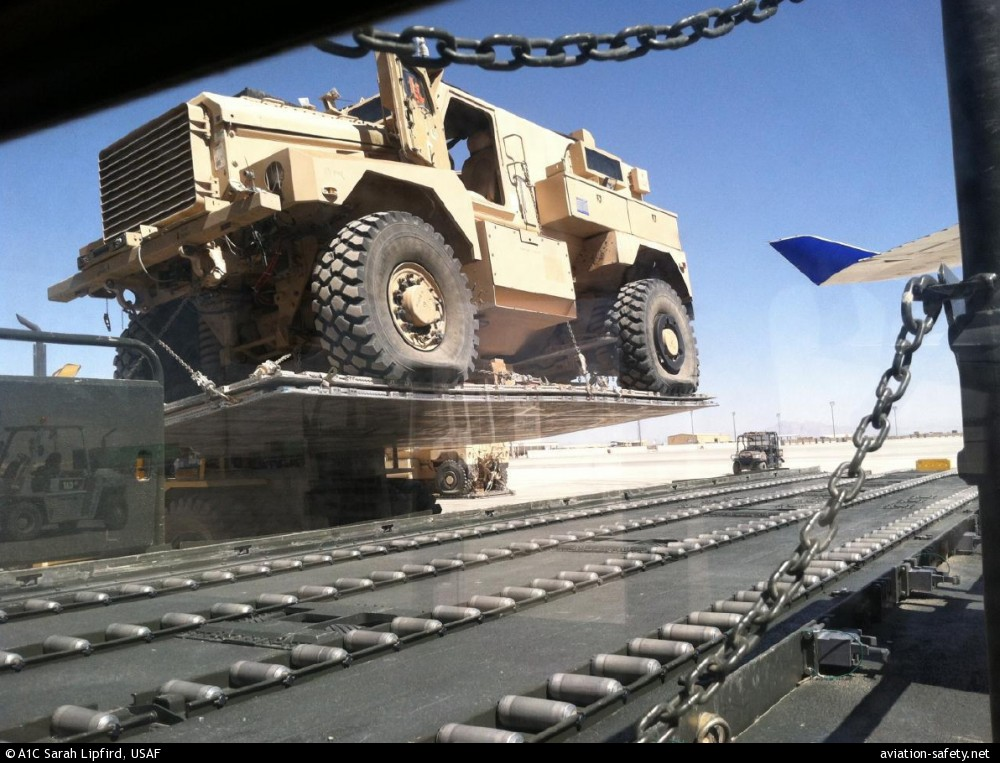
Un Vehículo Protegido Resistente a las Minas y las Emboscadas (MRAP) cargado en el vuelo 102 en Camp Bastion el día del accidente. La causa del accidente fue un cambio de carga. Podría haber sido este vehículo MRAP el que se desplazó.

También había una tormenta eléctrica en las cercanías de Bagram en el momento del accidente y el viento cambió de dirección 120° durante una hora que comenzó aproximadamente 35 minutos antes del accidente.Una cámara embarcada de un automóvil cerca del final de la pista registró el accidente, que muestra cómo la aeronave se inclina hacia arriba, entra en pérdida y luego se inclina bruscamente a la derecha tras una ligera inclinación a la izquierda, lo que indica una sustentación asimétrica. El avión se enderezó rápidamente y luego se estrelló en un ángulo suave contra el suelo; el video está disponible en línea.CNN afirmó que un funcionario del gobierno que habló bajo condición de anonimato confirmó la autenticidad del video.

## Investigación

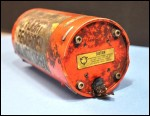
La grabadora de voz de cabina (CVR) del vuelo 102

La Junta Nacional de Seguridad en el Transporte (NTSB) de los Estados Unidos y la Autoridad de Aviación Civil de Afganistán investigaron el accidente.La NTSB informó en un comunicado de prensa del 30 de abril de 2013 que representantes de la Administración Federal de Aviación y de la compañía Boeing también aportarían experiencia técnica y ayuda en la investigación.

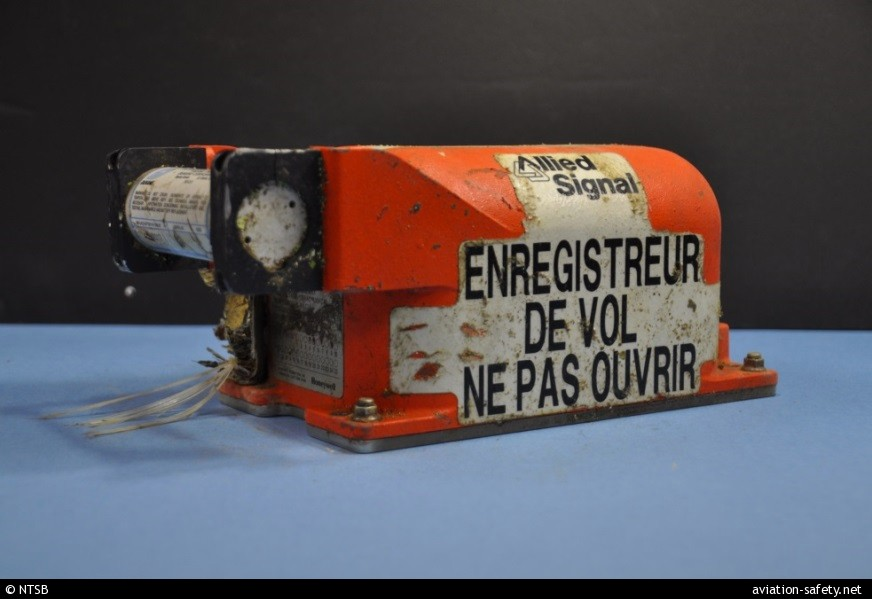
El registrador de datos de vuelo (FDR) del vuelo 102

El 2 de junio de 2013, los investigadores del Ministerio de Transporte y Aviación Civil de Afganistán confirmaron la hipótesis del desplazamiento de la carga como punto de partida: la carga de cinco vehículos protegidos resistentes a las minas y las emboscadas (tres Cougars y dos Oshkosh M-ATV), con un peso total de 80 toneladas, no se había asegurado correctamente. Al menos un vehículo blindado se desprendió y rodó hacia atrás, impactando contra el bastidor E8, que albergaba tanto la grabadora de voz de cabina (CVR) como el registrador de datos de vuelo (FDR), lo que provocó que dejaran de grabar, y luego se estrelló contra el mamparo trasero del avión, dañándolo. En el proceso, dañó los sistemas hidráulicos clave y severamente el mecanismo del estabilizador horizontal, incluyendo la rotura de su tornillo nivelador, dejando al avión incontrolable y provocando una rotación anormal de cabeceo hacia arriba, entrada en pérdida y, finalmente, el accidente.Los daños a los controles de cola y a los sistemas hidráulicos hicieron imposible a la tripulación recuperar el control de la aeronave.
La NTSB determinó que la causa probable de este accidente fueron «los procedimientos inadecuados de National Airlines para la sujeción de cargas especiales, lo que provocó que el jefe de carga sujetara incorrectamente la carga, la cual se desplazó hacia atrás y dañó los sistemas hidráulicos n.° 1 y n.° 2, así como los componentes del mecanismo de accionamiento del estabilizador horizontal, dejando la aeronave incontrolable. Contribuyó al accidente la supervisión inadecuada por parte de la Administración Federal de Aviación (FAA) del manejo de cargas especiales por parte de National Airlines».Una de las recomendaciones clave fue obligar a capacitar a todos los jefes de carga.Esto ahora es un estándar para todas las aerolíneas cargueras bajo la Administración Federal de Aviación.

## Reacciones
El accidente interrumpió la retirada de la Fuerza de Defensa de Nueva Zelanda (NZDF) de Afganistán, ya que estaba a solo unas horas de utilizar otro avión de National Airlines para sacar equipo del país; después del accidente, la NZDF pospuso indefinidamente el uso de National Airlines para sus necesidades de transporte aéreo.Ocho años más tarde, el nombre del avión, Lori, fue transferido a otro 747 de National Airlines, registrado como N936CA y antiguo avión de Global SuperTanker Services. «Lori» debe su nombre a Lori Alf, la esposa del propietario de la empresa, Chris Alf.

## Dramatización
La serie de televisión canadiense Mayday: catástrofes aéreas presentó el desastre del vuelo 102 en el décimo episodio de la decimosexta temporada, titulado «Pesadilla afgana», emitido por primera vez en el 2017.